# Laurent O’Toole
Laurent O’Toole ou Laurent d'Eu (en gaélique : Lorcán Ua Tuathail), né en 1128 à Castledermot, dans le comté de Kildare et mort le 14 novembre 1180 à Eu, est un ecclésiastique catholique irlandais, archevêque de Dublin de 1161 à 1180.

## Origine
Lorcán Ua Tuathail est l'un des cinq fils de Muiredach Ua Tuathail, roi des Uí Muirdeaigh. Sa famille issue de Tuathal mac Augaire, roi de Leinster mort en 958, appartenait aux Uí Dúnlainge et était un des principaux clans du Leinster. Donné très jeune en otage au roi de Leinster, sa santé se dégrade très vite du fait de mauvais traitements. Il est remis en 1140 dans le monastère de Glendalough où il se rétablit. Il décide alors de rester dans l'abbaye comme moine, et en 1154 il devient l'abbé du monastère. Il est confronté à des brigands qui attaquent en rançonnant les moines, après bien des efforts il parvient à s'en libérer,.

## Archevêque de Dublin
À la mort de Gréne dit Grégorius le premier archevêque de la ville, il est nommé à l’âge de 33 ans en 1162 archevêque lors du synode de Slane présidé par le roi de Leinster Dermot Mac Murrough qui avait épousé sa demi-sœur Mór Uí Thuathail. C’est le premier Irlandais à occuper ce siège fondé par le roi viking de Dublin Sigtryggr Silkiskegg.
Après la prise de Dublin par les Anglo-Normands en 1171, et l'intervention directe du roi Henri II Plantagenêt comme « seigneur d'Irlande » à la fin de la même année, il est contraint de reconnaître la légitimité de son action, par fidélité aux papes qui par deux actes successifs d'Adrien IV et d'Alexandre III lui ont confié la souveraineté sur l'Irlande. Laurent O’Toole participe au synode de Cashel rassemblé à l'initiative de ce monarque. Il participe également aux négociations qui aboutissent en 1175 au traité de Windsor conclu avec l'Ard ri Erenn; Ruaidri mac Toirdelbach Ua Conchobair,.
En 1179, avec quatre autres évêques irlandais, il est présent au troisième concile du Latran et devient légat pontifical pour l'Irlande. Laurent O’Toole accomplit ensuite de nombreuses missions diplomatiques auprès du roi d’Angleterre Henri II Plantagenêt afin de préserver les droits de son Église et de la nation irlandaise. C’est en allant le rencontrer à Rouen qu'il tombe malade au cours de l'automne 1180. Il est recueilli par les chanoines de l'abbaye d'Eu en Normandie où il meurt en odeur de sainteté le 14 novembre 1180,.
Il a comme successeur un Anglo-Normand, John Cumin (mort en 1212), clerc royal et archidiacre de Bath, élu le 6 septembre 1181 et consacré le 21 mars 1182.

## Canonisation, reliques et dévotion

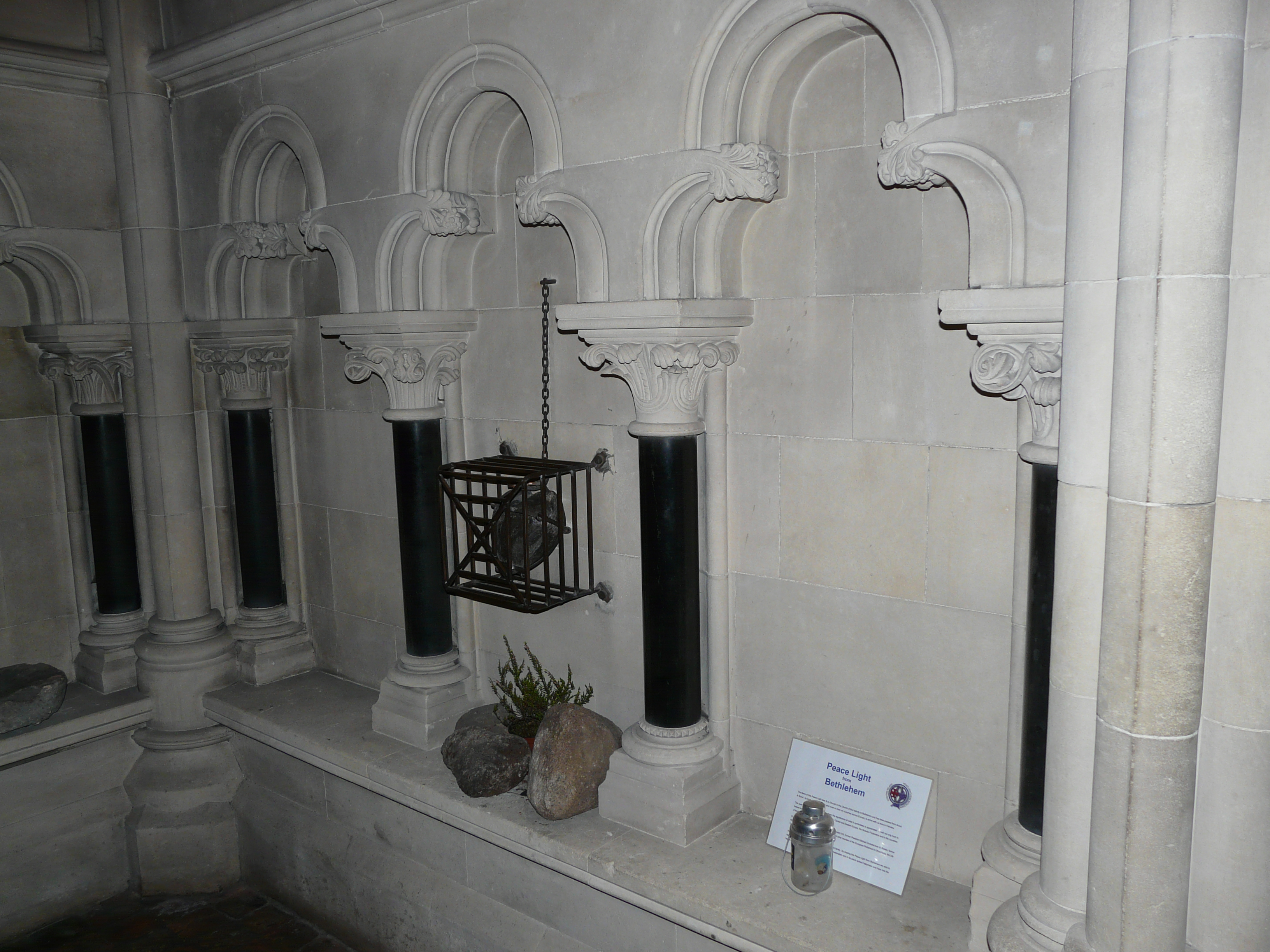
Cœur de saint Laurent dans la cathédrale Christ Church de Dublin.

Les miracles se multipliant sur son tombeau, l’archevêque est canonisé par le pape Honorius III en 1225.
À Eu, la foule de pèlerins venant se prosterner devant ses reliques obligea à la reconstruction d'une nouvelle église, la collégiale Notre-Dame-et-Saint-Laurent où le gisant de saint Laurent est le plus ancien conservé dans la crypte. Il y est représenté avec le visage barbu, mitre en tête, paré de ses habits et insignes sacerdotaux. La statue pourrait dater du XIIe siècle et est parmi les premières du genre en Normandie.
Le crâne de saint Laurent a été ramené en Angleterre en 1442 et une partie de ses ossements étaient conservés à l'église paroissiale de Chorley ; église qui porte son nom. Ces ossements ont disparu lors du règne d'Henri VIII.
Son cœur est conservé dans la cathédrale Christ Church de Dublin. La relique a été volée en mars 2012, puis retrouvée le 26 avril 2018.
Saint Laurent O’Toole est fêté le 14 novembre. Il est le saint patron de l'archidiocèse catholique de Dublin.